# Suchowola (gmina w powiecie radzyńskim)
Suchowola – dawna gmina wiejska istniejąca w latach 1809–1954 na Lubelszczyźnie. Siedzibą gminy była Suchowola.
Gmina Suchowola jako jednostka jednowioskowa powstała w 1809 roku w Księstwie Warszawskim. Po podziale Królestwa Polskiego na powiaty i gminy z początkiem 1867 roku gmina weszła w skład w powiatu radzyńskiego w guberni siedleckiej (od  1912 gubernia lubelska). W 1919 roku gmina weszła w skład woj. lubelskiego i składała się z następujących wsi: Suchowola, Augustówka, Branica, Glinny Stok, Jezioro, Kuraszew, Świerże i Wólka Zdunkowa. Do roku 1927 do Gminy Suchowla należały miejscowości: wieś Miłków, kolonie Miłków, wieś Brudno, kolonję Sarnów, kolonję Komorne i wieś Pohulankę. Podczas okupacji gmina należała do dystryktu lubelskiego (w Generalnym Gubernatorstwie).
Według stanu z dnia 1 lipca 1952 roku gmina Suchowola składała się z 10 gromad. Jednostka została zniesiona 29 września 1954 roku wraz z reformą wprowadzającą gromady w miejsce gmin. Z obszaru gminy utworzono Gromadzkie Rady Narodowe w Branicy, Jeziorze i Suchowoli. Po reaktywowaniu gmin z dniem 1 stycznia 1973 roku gminy Suchowola nie przywrócono.